# George Alexander Pearre

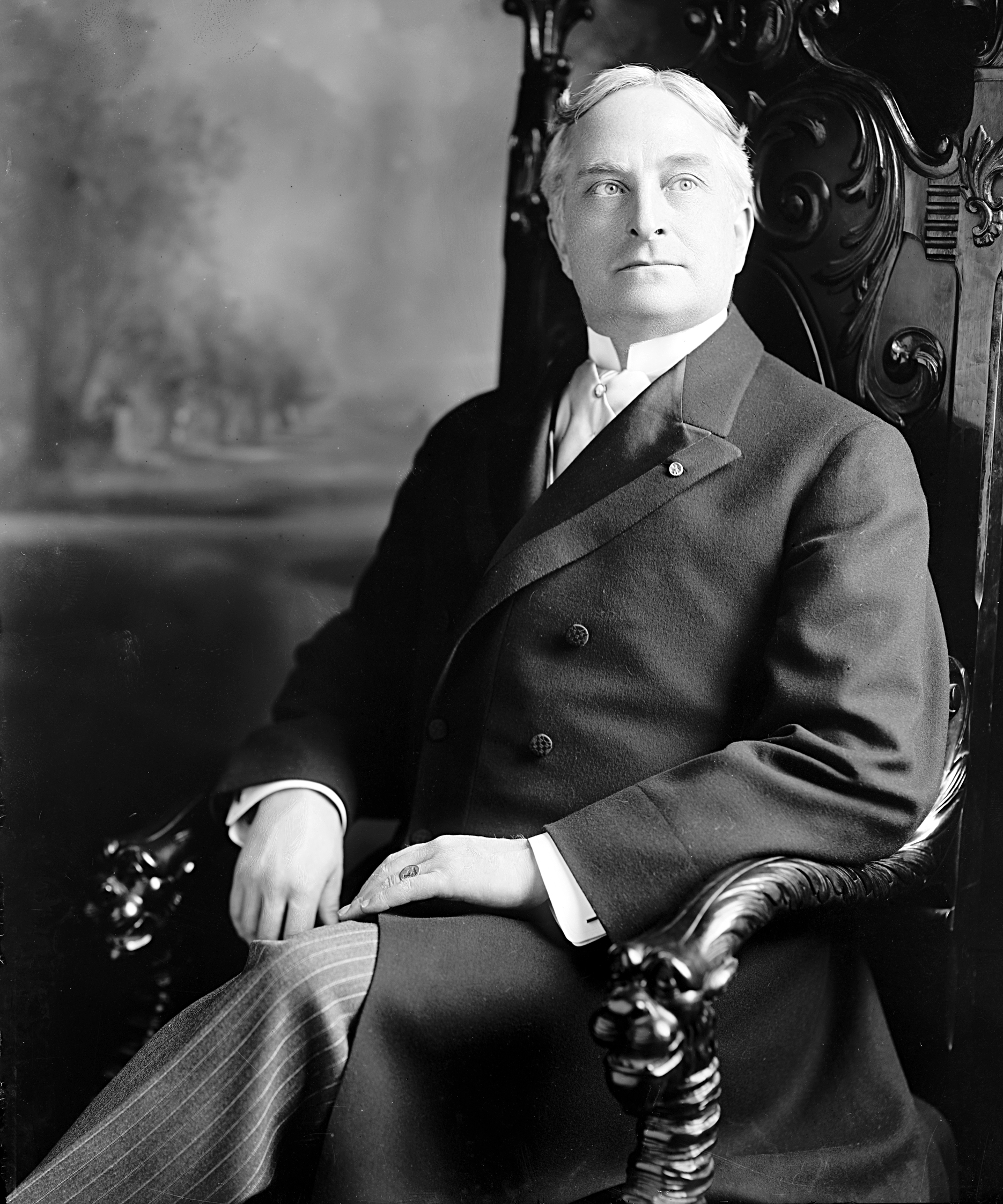
George Alexander Pearre

George Alexander Pearre (* 16. Juli 1860 in Cumberland, Maryland; † 19. September 1923 ebenda) war ein US-amerikanischer Politiker. Zwischen 1899 und 1911 vertrat er den Bundesstaat Maryland im US-Repräsentantenhaus.

## Werdegang
George Pearre besuchte zunächst private Schulen und dann die Allegany County Academy sowie das James College nahe Hagerstown. Danach absolvierte er das Princeton College. Bis 1880 studierte er an der West Virginia University. Nach einem anschließenden Jurastudium an der University of Maryland in Baltimore und seiner 1882 erfolgten Zulassung als Rechtsanwalt begann er ab 1887 in Cumberland in diesem Beruf zu arbeiten. Zwischen 1887 und 1892 gehörte Pearre auch der Nationalgarde von Maryland an, in der er es bis zum Oberstleutnant brachte. Gleichzeitig schlug er als Mitglied der Republikanischen Partei eine politische Laufbahn ein. Von 1890 bis 1892 saß er im Senat von Maryland. In den Jahren 1895 bis 1899 war er Bezirksstaatsanwalt im Allegany County.
Bei den Kongresswahlen des Jahres 1898 wurde Pearre im sechsten Wahlbezirk von Maryland in das US-Repräsentantenhaus in Washington, D.C. gewählt, wo er am 4. März 1899 die Nachfolge von John McDonald antrat. Nach fünf Wiederwahlen konnte er bis zum 3. März 1911 sechs Legislaturperioden im Kongress absolvieren. Im Jahr 1910 verzichtete er auf eine weitere Kandidatur.
Nach dem Ende seiner Zeit im US-Repräsentantenhaus praktizierte George Pearre wieder als Anwalt. Er starb am 19. September 1923 in seiner Heimatstadt Cumberland, wo er auch beigesetzt wurde.